# Átány
Átány là một thị trấn thuộc hạt Heves, Hungary. Thị trấn này có diện tích 50,44 km², dân số năm 2010 là 1399 người, mật độ 28 người/km².